# Mohamed Errafai
Mohamed Errafai, né le 8 février 1989, est un coureur cycliste marocain.

## Biographie
En 2015, Mohamed Er Rafai termine deuxième du Tour du Faso, tout en ayant remporté une étape. Il se classe également deuxième d'une manche du Challenge des phosphates, septième du Grand Prix Chantal Biya et neuvième du Tour de Côte d'Ivoire. L'année suivante, il s'impose sur le Tour du Cameroun. 
En 2017, il intègre le Cercle Gambetta Orléans Loiret, qui évolue en division nationale 3. Désormais installé à Roubaix, il gagne le Grand Prix de La Rouchouze,.

## Palmarès
- 2014
  - Coupe du Trône
  - 3e du Challenge du Prince - Trophée de la maison royale
  - 3e du championnat du Maroc du contre-la-montre
- 2015
  - Grand Prix d'Abidjan
  - 2e étape du Tour du Faso
  - 2e du Tour du Faso
  - 2e des Challenge des phosphates - Grand Prix Ben Guérir
- 2016
  - Tour du Cameroun :
    - Classement général
    - 1re étape

  -  Médaillé de bronze du championnat d'Afrique du contre-la-montre par équipes
- 2017
  - Grand Prix de La Rouchouze
  - 2e du Grand Prix d'Orléans
  - 2e du Grand Prix de Bonnétable
  - 3e de la Nocturne de Blossac
- 2018
  - 2e de la Boucle de Loir-Lucé-Bercé
  - 3e de La Polysostranienne
  - 3e du Grand Prix des Vins de Panzoult

## Classements mondiaux
| Année           | 2014 | 2015 | 2016 |
| --------------- | ---- | ---- | ---- |
| UCI Africa Tour | 61e  | 18e  | 28e  |